# Macrauchenia
Macrauchenia és un gènere de mamífer litoptern extint de la família dels macrauquènids. Se n'han trobat restes fòssils a Sud-amèrica, on visqué entre el Miocè i el Plistocè superior. Tenia una aparença similar a la dels camells, tot i que no hi estava relacionat. Feia uns tres metres de longitud, tenia un coll llarg, una petita trompa i potes similars a les dels rinoceronts (tot i que tampoc no hi estava relacionat). Tot i que tenia potes llargues, les proporcions de les potes posteriors impedien que fos un bon corredor.

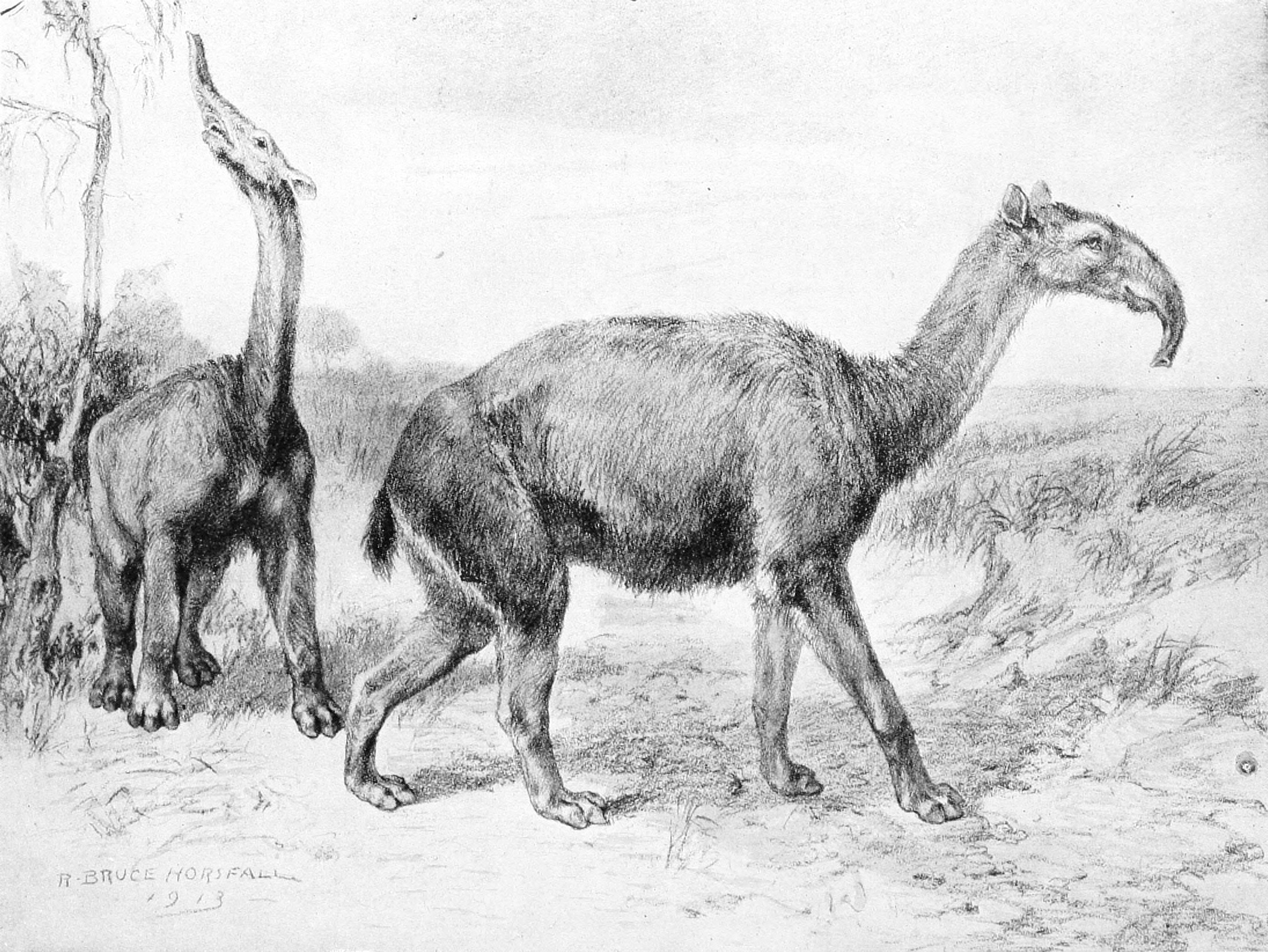
M. patachonica, Robert Bruce Horsfall, 1913